# Lage (Bassa Sassonia)
Lage è un comune di 1.001 abitanti della Bassa Sassonia, in Germania.
Appartiene al circondario della Contea di Bentheim (targa NOH) ed è parte della comunità amministrativa (Samtgemeinde) di Neuenhaus.